# Шиттс Крик
«Шиттс Крик» (англ. Schitt's Creek) — канадский телевизионный ситком, созданный Дэном Леви и его отцом Юджином Леви, который транслировался по телевидению CBC с 2015 по 2020 год. Он состоит из 80 эпизодов, распределенных на шесть сезонов. Снятый Not a Real Company и CBC, сериал рассказывает о испытаниях и невзгодах бывшей богатой семьи Роуз. После того, как их бизнес-менеджер присваивает семейный бизнес «Роуз Видео», семья теряет свое состояние и переезжает в Шиттс Крик, маленький городок, который они когда-то купили в шутку. Теперь, живя в мотеле, Джонни (Юджин Леви) и Мойра (Кэтрин О'Хара) — вместе со своими взрослыми детьми Дэвидом (Дэн Леви) и Алексис (Энни Мерфи) — должны приспособиться к жизни без богатства.
Идея сериала исходила от Дэна Леви, который задавался вопросом, как отреагируют богатые семьи, которых часто изображают на американском реалити-шоу, если они потеряют все свои деньги. Он продолжал развивать сериал вместе со своим отцом Юджином, прежде чем представить сериал нескольким канадским и американским сетям. Сериал был впервые продан телеканалу CBC в Канаде и обеспечил окончательное финансирование для начала производства при его продаже Pop TV в Соединенных Штатах. Несмотря на ограниченную популярность в течение первых нескольких сезонов, появление сериала на Netflix после третьего сезона объясняется ростом популярности шоу, что объясняется «ростом Netflix» и динамичным присутствием в социальных сетях.
«Шиттс Крик» получил признание критиков и приобрел культовых поклонников, особенно за его сценарий, юмор и актёрскую игру. Сериал получил различные награды, в том числе две награды ACTRA Awards и 18 наград Canadian Screen Awards. Это первый канадский комедийный сериал, номинированный на телевизионную премию «Выбор критиков» за лучший комедийный сериал. Он также получил две награды Гильдии киноактеров, в том числе за выдающееся выступление ансамбля в комедийном сериале, и в общей сложности 19 номинаций на премию «Эмми» в прайм-тайм, в том числе дважды за выдающийся комедийный сериал. Шоу получило 15 из этих номинаций за свой шестой и последний сезон, установив рекорд по количеству номинаций на премию «Эмми» за последний сезон комедийного сериала. За изображение людей ЛГБТК+ сериал получил три номинации на премию GLAAD Media Award за выдающийся комедийный сериал, дважды выиграв.
На 72-й церемонии вручения премии «Эмми в прайм-тайм» финальный сезон сериала получил все семь главных комедийных наград. Это был первый случай, когда комедийный или драматический сериал получил все семь наград; Дэн Леви, в частности, получил награду «Выдающийся комедийный сериал», написав сценарий и сняв комедийный сериал (последний он разделил с Эндрю Чивидино). Он установил рекорд по победе во всех четырёх основных актёрских категориях (Главный актёр/актриса и Актёр/актриса второго плана) для О’Хары, Мерфи и обоих Леви — впервые для комедийного или драматического сериала. Одновременно сериал установил новый рекорд по количеству побед на «Эмми» в комедийном сериале за один сезон, побив рекорд «Удивительная миссис Мейзел»2018 года, а также по большинству номинаций на «Эмми» и побед в комедийном сериале в его последнем сезоне.

## Сюжет
Семья Роуз — бывший владелец сети видеомагазинов Джонни (Юджин Леви), его жена, бывшая актриса мыльных опер Мойра (Кэтрин О'Хара) и их избалованные взрослые дети Дэвид (Дэн Леви) и Алексис (Энни Мерфи) — теряют свое состояние после того, как их обманул бухгалтер семейного бизнеса. Они восстанавливают свою жизнь с помощью единственного оставшегося имущества: маленького отдаленного городка в Онтарио под названием Шиттс Крик, который Джонни купил Дэвиду в качестве шутливого подарка на день рождения в 1991 году. Роузы вынуждены переехать в Шиттс Крик, заселившись в две смежные комнаты в захудалом мотеле. В то время как семья приспосабливается к своей новой жизни, их взгляды на жизнь, сформированные роскошной жизнью, вступают в конфликт с более провинциальными устоями жителей Шиттс Крик, среди которых мэр Роланд Шитт (Крис Эллиот), его жена учительница Джослин (Дженн Робертсон), их сын Матт (Тим Розон), менеджер мотеля Стиви Бадд (Эмили Хэмпшир), члены городского совета Ронни (Карен Робинсон) и Боб (Джон Хемпхилл), ветеринар Тед Малленс (Дастин Миллиган), официантка тропического кафе Твайла Сэндс (Сара Леви).

## В ролях

### Основной
- Юджин Леви — в роли Джонни Роуза, бывшего владельца сети видеомагазинов, как правило, самого уравновешенного из семьи Роуз.
- Кэтрин О’Хара — в роли Мойры Роуз, эксцентричной бывшей звезды мыльной оперы «Санрайз Бэй».
- Дэниел Леви — в роли Дэвида Роуза, претенциозного сына Джонни и Мойры.
- Энни Мерфи — в роли Алексис Роуз, взбалмошной, неразборчивой в связях дочери Джонни и Мойры. Она оказывается втянутой в навязанный ей самой любовный треугольник с Тедом и Маттом.
- Эмили Хэмпшир — в роли Стиви Бадд, сардонического клерка в мотеле, где проживают Роузы, которая становится лучшим другом Дэвида и, на короткое время, любовницей.
- Дженнифер Робертсон — в роли Джослин Шитт, приземленной жены мэра и местной школьной учительницы.
- Крис Эллиотт — в роли Роланда Шитта, недалекого, любопытного и легко обижаемого мэра.
- Тим Розон — в роли Матта Шитта (сезоны 1-2; гостевые сезоны 3-4), провинциального сына Роланда и Джослин и любовного интереса Алексис.
- Сара Леви — в роли Твайлы Сэндс (сезоны 3-6; повторяющиеся сезоны 1-2), капризной, но беспокойной официантки Тропического кафе, а затем владелицы.
- Дастин Миллиган — в роли Теда Малленса, городского ветеринара и любовного интереса Алексис.
- Ноа Рид — в роли Патрика Брюера (сезоны 4-6; повторяющийся сезон 3), делового партнера Дэвида, а затем мужа.

### Вторичный
- Джон Хемфилл — Боб Керри
- Ризван Манджи — Рэй Бутани
- Карен Робинсон — Ронни Ли
- Стив Лунд — Джейк
- Жасмин Гельо — Иван
- Робин Дюк — Венди Курц (сезон 2)
- Эннис Эсмер — Эмир Каплан (сезон 5)

## Развитие

### Концепция
Идея шоу пришла Дэну Леви в голову во время просмотра реалити-шоу. «В то время я смотрел какое-то реалити-шоу и сосредоточился на том, что произойдет, если одна из этих богатых семей потеряет все. Были бы Кардашьяны по-прежнему кардашьянами без своих денег?» Он обратился к своему отцу Юджину, чтобы помочь разработать шоу, который придумал название сериала. Дэн решил сделать местоположение Шиттс Крик расплывчатым, но сказал, что оно находится в Канаде.
Предпосылка о том, что их заставили переехать в город, который они когда-то купили в шутку, была навеяна покупкой актрисой Ким Бейсингер города Бразелтон, штат Джорджия, за 20 миллионов долларов в 1989 году. Юджин Леви сказал: «У моей жены была идея для телевизионного шоу о людях, у которых нет денег или которые переезжают со своими детьми. Их положение было описано как находящееся выше по течению ш-крик. Это просто заставило нас рассмеяться. Затем мой сын Дэниел однажды пришел со статьей об актрисе, бывшей жене Алека Болдуина (Бейсингер), которая купила город. Она надеялась, что киношники приедут в город, чтобы использовать его в качестве места съемок, и потеряла много денег. Идея о том, что богатые люди покупают город, восходит к идее Шиттс Крик.»
Леви первоначально представили шоу нескольким сетям в Канаде и Соединённых Штатах. Кабельные сети HBO и Showtime передали сериал, в то время как вещательная сеть в Америке и CBC в Канаде проявили интерес. Шоу было впервые продано CBC, но Леви решили отказаться от крупных вещательных компаний США, занервничав из-за их репутации творческого вмешательства. «Шиттс Крик» в конце концов нашел дом в США на Pop TV после заключения сделки с главой сети Брэдом Шварцем, который ранее нанял Дэна на MTV Canada.
На ранних стадиях разработки различные сети предлагали изменить название шоу, чтобы избежать вульгарного слова. Леви сопротивлялись этим предложениям и утверждали, что «Шитт» — законная фамилия. Чтобы доказать свою точку зрения, они принесли в CBC страницы, скопированные из телефонной книги, со списками людей с фамилией «Шитт». CBC согласилась и разрешила Леви сохранить первоначальное название. Название по-прежнему сталкивалось с проблемами цензуры во время рекламных туров в Соединённых Штатах, и многие сети сокращали название или предоставляли дополнительные оговорки, прежде чем использовать его в эфире.
Дэн Леви изначально предполагал, что сериал закончится пятым сезоном, но согласился на шестой сезон после получения двухлетнего продления после четвёртого сезона шоу.

### Кастинг
Кэтрин О'Хара была первым выбором создателей сериала на роль эксцентричного семейного матриарха Мойры Роуз. О’Хара ранее работал с Юджином Леви на SCTV и в нескольких фильмах Кристофера Геста. Сначала она отклонила предложение Леви сняться, сославшись на «лень» и отвращение к долгосрочным проектам. Леви обратился к другой (неназванной) актрисе, но продолжал следить за О’Харой для этой роли. В конце концов О’Хара согласилась принять участие в пилотном показе презентации без каких-либо обязательств продолжать играть эту роль после того, как «Шиттс Крик» был заказан. После того, как шоу было подхвачено CBC, О’Хара согласился продолжить играть эту роль.
Энни Мерфи предложили роль избалованной светской львицы Алексис Роуз после того, как актриса Эбби Эллиотт не смогла продолжить из-за конфликтов в расписании. Мерфи была на грани того, чтобы отказаться от актёрской карьеры, так как она не работала более двух лет, когда получила электронное письмо с приглашением пройти прослушивание на эту роль. Впервые она прошла прослушивание в Лос-Анджелесе, где Дэн Леви сказал, что она выделялась своей «удивительно естественной привлекательностью». Юджин Леви не был уверен в кастинге Мерфи, потому что у неё не было светлых волос, которые он представлял на роль Алексис. Впоследствии Мерфи была вызвана на второе прослушивание на другую роль — саркастичного клерка мотеля Стиви Бадд. После этого прослушивания Дэн Леви убедил своего отца, что Мерфи может перекрасить волосы в блондинку, и она была официально выбрана на роль Алексис Роуз.
Эмили Хэмпшир была выбрана на роль невозмутимого клерка мотеля Стиви Бадд после прослушивания на эту роль в Лос-Анджелесе. Первоначально она просила представить записанное на пленку прослушивание из-за её нервов. Хэмпшир в конечном счете согласилась на личное прослушивание, но заявляет, что ничего не помнит об этом опыте. По словам Дэниела Леви, присутствовавшего на процессе, Хэмпшир устроила «отличное» прослушивание, затем сняла рубашку через голову, чтобы спрятаться, и медленно раскачивалась взад-вперед. Позже Леви сказал Хэмпшир, что нашел её прослушивание «очаровательным», и ей предложили роль Стиви.
Ною Риду предложили роль делового партнера Дэвида и любовного интереса Патрика Брюера в третьем сезоне. Дэн Леви был хорошо знаком с Ридом и пригласил его на прослушивание по предложению Стейси Фарбер. Рид никогда не смотрел шоу до того, как прошел прослушивание, и не был уверен, как долго персонаж будет частью сериала. Дэн Леви не присутствовал во время процесса прослушивания и не мог провести «химический» тест с Ридом до того, как его выбрали.
Другие постоянные участники актёрского состава Крис Эллиот и Сара Леви получили роли Роланда Шитта и Твайлы Сэндс соответственно без прослушивания. Эллиотт говорит, что когда Юджин Леви предложил ему роль мэра города, он подумал: «Почему я должен отказываться?» Сару Леви, дочь Юджина и сестру Дэна, попросили принять участие в шоу до того, как оно было полностью разработано. Она говорит, что была рада, что её не выбрали на роль Алексис, поскольку пребывание вне орбиты её семьи в шоу позволило ей «заниматься [своим] делом».

### Производство
«Шиттс Крик» производится Not a Real Company совместно с CBC и Pop TV. Pop TV присоединился к съемочной группе во втором сезоне после того, как первый сезон сериала был снят исключительно совместно с CBC. ITV Studios Global Entertainment также сотрудничала с CBC и Pop для распространения шоу по всему миру. Юджин Леви, Дэн Леви, Фред Леви (брат Юджина), Эндрю Барнсли и Бен Фейгин были исполнительными продюсерами на протяжении всего шоу. Среди других исполнительных продюсеров были сценаристы Кевин Уайт (второй и третий сезоны) и Дэвид Уэст Рид (пятый и шестой сезоны). Юджин Леви был шоураннером вместе с соавтором и сыном Дэном Леви в течение первого сезона сериала; Дэн Леви занял пост единственного шоураннера, начиная со второго сезона.
«Шиттс Крик» был частью «нового направления» в программировании, принятого как CBC, так и Pop TV в телевизионном сезоне 2014-15 годов. Премьера наряду с 12 новыми шоу в прайм-тайм на канале CBC, сериал представлял собой одно из усилий сети по созданию более «сериализованного, написанного по сценарию» контента, а также более «кабельных» шоу. Сериал также стал первой оригинальной программой по сценарию, вышедшей в эфир на Pop TV после её ребрендинга в январе 2015 года. Ранее известный как TV Guide Network, Pop TV был переименован в канал, «наполненный оптимизмом, страстью, весельем и волнением».

### Стиль и места съемок
«Шиттс Крик» был снят с использованием одной камеры, без живой аудитории или трека смеха. Внутренние сцены первых двух сезонов были сняты в студии Pinewood Toronto в районе Порт-Лэндс в Торонто, в то время как внутренние сцены 3 сезона были сняты в студии Dufferin Gate в Этобикоке, Торонто. Внутренние сцены также были сняты в студии Revival Studios в Лесливилле, Торонто в течение неизвестного количества сезонов. Остальная часть сериала снимается на натуре в Гудвуде, региональном муниципалитете Дарем в районе Большого Торонто, Брантфорде и Моно, где снимаются сцены в мотеле. Гудвуд был одним из 30 городов, которые искали вымышленное местоположение Шиттс Крик до того, как в 2014 году началось производство сериала. Канадская пресса написала 27 июня 2019 года, что Гудвуд стал «горячей точкой для туристов», поскольку съемки текущего сезона завершились.
Сериал был снят в нескольких дополнительных местах во время его показа. На первом кадре первого сезона изображено бывшее поместье Лизы Вандерпамп в Беверли-парке в Лос-Анджелесе в качестве фасада семейного поместья Роуз. Внутренние снимки семейного поместья Роуз были сняты на натуре в особняке в стиле Сикстинской капеллы в Торонто (Файфшир-роуд, 30, недалеко от Бэйвью-авеню и Йорк-Миллс-роуд). Главная улица Стауффвилла служила местом съемок для неопределенного количества сцен (ветеринарная больница Чащоба) в первых двух сезонах сериала. Также использовалась ферма и винодельня в Стаффвилле. Сцены с участием вымышленного ритейлера «Блуз Барн» во втором и третьем сезонах были сняты на главной улице Юнионвилля в Маркхэме. В эпизоде четвёртого сезона «Джаззаги» сцены, связанные с отдыхом в спа-салоне, были сняты на натуре в гостинице Монте-Карло в Вогане, Онтарио. Наружные съемки также проходили в Рэттлснейк-Пойнт в Милтоне для пятого сезона «Похода». В шестом сезоне «Дымовые сигналы» сериал снимался на натуре в поместье Грейдон-Холл, месте проведения свадеб в Торонто. Сериал также снимался в центре Бэй-Аделаиды и центре Доминиона в Торонто для эпизода шестого сезона «Поле». Дополнительные съемки нескольких эпизодов шестого сезона проходили в местном мотеле в Брэнтфорде.
Бывший мотель Хокли в Моно, где были сняты внешние снимки мотеля Rosebud, был выставлен на продажу его владельцами в ноябре 2020 года.

## Награды и номинации
- 2016 — 9 премий Канадской академии кино и телевидения: лучший комедийный сериал, лучший актёр в комедийном сериале (Юджин Леви), лучшая актриса в комедийном сериале (Кэтрин О’Хара), лучший актёр второго плана в комедийном сериале (Крис Эллиотт), лучшая актриса второго плана в комедийном сериале (Эмили Хэмпшир), лучшая режиссура комедийного сериала (Пол Фокс), лучший сценарий комедийного сериала (Дэн Леви), лучшая операторская работа для комедийного сериала (Джеральд Пэкер), лучший монтаж для комедийного сериала (Джеймс Бредин). Кроме того, сериал получил ещё 6 номинаций.
- 2017 — 2 премии Канадской академии кино и телевидения: лучшая актриса в комедийном сериале (Кэтрин О’Хара), лучшая актриса второго плана в комедийном сериале (Эмили Хэмпшир). Кроме того, сериал получил ещё 6 номинаций.
- 2018 — 3 премии Канадской академии кино и телевидения: лучшая актриса в комедийном сериале (Кэтрин О’Хара), лучшая актриса второго плана в комедийном сериале (Эмили Хэмпшир), лучшая операторская работа для комедийного сериала (Джеральд Пэкер). Кроме того, сериал получил ещё 8 номинаций.
- 2019 — 4 номинации на Прайм-таймовую премию «Эмми»: лучший комедийный сериал, лучший актёр в комедийном сериале (Юджин Леви), лучшая актриса в комедийном сериале (Кэтрин О’Хара), лучшие современные костюмы (Дебра Хэнсон, Дарси Шейн).
- 2019 — 4 премии Канадской академии кино и телевидения: лучший комедийный сериал, лучшая актриса в комедийном сериале (Кэтрин О’Хара), лучшая актриса второго плана в комедийном сериале (Эмили Хэмпшир), лучший актёр второго плана в комедийном сериале (Ноа Рид). Кроме того, сериал получил ещё 11 номинаций.
- 2019 — 2 номинации на премию «Спутник» за лучшую женскую роль в комедийном сериале (Кэтрин О’Хара) и за лучшую мужскую роль в комедийном сериале (Юджин Леви).
- 2020 — 9 Прайм-таймовых премий «Эмми»: лучший комедийный сериал, лучший актёр в комедийном сериале (Юджин Леви), лучшая актриса в комедийном сериале (Кэтрин О’Хара), лучший актёр второго плана в комедийном сериале (Дэниел Леви), лучшая актриса второго плана в комедийном сериале (Энни Мёрфи), лучшая режиссура комедийного сериала (Эндрю Чивидино, Дэн Леви), лучший сценарий комедийного сериала (Дэн Леви), лучший кастинг для комедийного сериала (Лиза Парасин, Джон Комерфорд), лучшие современные костюмы (Дебра Хэнсон, Дарси Шейн). Кроме того, сериал получил 6 номинаций: лучший сценарий комедийного сериала (Дэвид Уэст Рид), лучшее сведение звука, лучший монтаж комедийного сериала (две номинации), лучшие современные причёски, лучший современный грим.
- 2020 — 5 премий Канадской академии кино и телевидения: лучший комедийный сериал, лучший актёр в комедийном сериале (Юджин Леви), лучшая актриса в комедийном сериале (Кэтрин О’Хара), лучшая актриса второго плана в комедийном сериале (Эмили Хэмпшир), лучшие причёски. Кроме того, сериал получил ещё 20 номинаций.
- 2020 — две номинации на премию Гильдии киноактёров США за лучшую женскую роль в комедийном сериале (Кэтрин О’Хара) и за лучший актёрский ансамбль в комедийном сериале.
- 2021 — 2 премии Гильдии киноактёров США за лучшую женскую роль в комедийном сериале (Кэтрин О’Хара) и за лучший актёрский ансамбль в комедийном сериале, а также 3 номинации: лучший актёр в комедийном сериале (Юджин Леви и Дэниел Леви), лучшая актриса в комедийном сериале (Энни Мёрфи).
- 2021 — 2 премии «Золотой глобус» за лучший комедийный сериал и за лучшую женскую роль в комедийном сериале (Кэтрин О’Хара), а также 3 номинации: лучший актёр в комедийном сериале (Юджин Леви), лучший актёр второго плана в сериале (Дэниел Леви), лучшая актриса второго плана в сериале (Энни Мёрфи).
- 2021 — 8 премий Канадской академии кино и телевидения: лучший комедийный сериал, лучшая актриса в комедийном сериале (Кэтрин О’Хара), лучшая актриса второго плана в комедийном сериале (Эмили Хэмпшир), лучшая режиссура комедийного сериала (Эндрю Чивидино, Дэн Леви), лучший сценарий комедийного сериала (Дэн Леви), лучший кастинг для комедийного сериала (Лиза Парасин, Джон Комерфорд), лучшие костюмы (Дебра Хэнсон), лучшие причёски. Кроме того, сериал получил ещё 13 номинаций.
- 2021 — 2 премии «Спутник» за лучший комедийный сериал и за лучшую мужскую роль в комедийном сериале (Юджин Леви), а также номинация за лучшую женскую роль в комедийном сериале (Кэтрин О’Хара).